# Gyostega
Gyostega is een geslacht van vlinders van de familie spanners (Geometridae), uit de onderfamilie Ennominae.

## Soorten
- G. floccosa Warren, 1904
- G. gibeauxi Herbulot, 1988
- G. indentata Warren, 1909
- G. longicomata Warren, 1909
- G. simplex Warren, 1906
- G. tricristata Warren, 1909
- G. violaca Warren, 1906